# Торбеши
Торбеши су етничка група настањена у Северној Македонији. Они се од стране Македонаца сматрају делом њиховог народа и називају се Македонцима муслиманима (мкд. Македонци-муслимани), док су се раније сматрали Србима исламске вероисповести. Исламске су вероисповести, и говоре македонским језиком, односно мијачким наречјем.

## Назив
Назив "Торбеши", према предању хришћана, настао је због тога што су променили веру, по једнима за торбу урде, а по другима за торбу брашна. Међутим, према турским изворима, име торбеш долази од персијске речи торбекеш што у буквалном смислу значи торбар, торбарење. Тај назив су добили јер су се бавили торбарењем, продавали по улицама халву, бозу и друго.

## Демографија
Бројност торбешке популације је непозната јер они нису признати као посебна категорија у Северној Македонији. Због тога се углавном изјашњавају као припадници турског народа, затим албанског, а у мањој мери као Македонци. Само се у Реканској области пописују као Македонци. Према неким проценама има их неколико десетина хиљада. Већином су концентрисани у западном делу земље, Реканска област (општина Маврово и Ростуша), област Торбешија (јужно од Скопља), дебарски крај (општина Центар Жупа), струшки крај (Лабуништа), као и општине Пласница и Долнени. Такође, има их и у источном делу Албаније, област Голо Брдо.

## Познати Торбеши
- Хасан Џило, професор, теолог
- Нијази Лиманоски, етнолог и активиста
- Исмаил Бојда, председник организације Македонаца-муслимана
- Саме Лимани - Жарноски, песник
- Фијат Цаноски, политичар и бизнисмен
- Велија Рамковски, политичар и бизнисмен
- Латиф Пајкоски, политичар
- Ариф Рамадани, исламски правни теолог, преводилац.
- Бајрам Требишки, књижевник